# Muhlenbergia minutissima
Muhlenbergia minutissima är en gräsart som först beskrevs av Ernst Gottlieb von Steudel, och fick sitt nu gällande namn av Jason Richard Swallen. Muhlenbergia minutissima ingår i släktet muhlygräs, och familjen gräs. Inga underarter finns listade i Catalogue of Life.